# Marums socken
Marums socken i Västergötland ingick i Skånings härad och är sedan 1971 en del av Skara kommun, från 2016 inom Marum-Gerums distrikt.
Socknens areal är 18,11 kvadratkilometer varav 17,99 land. År 1950 fanns här 286 invånare. Godset Simmatorp, en del av tätorten Ardala samt sockenkyrkan Marums kyrka ligger i socknen.

## Administrativ historik
Socknen har medeltida ursprung. 
Vid kommunreformen 1862 övergick socknens ansvar för de kyrkliga frågorna till Marums församling och för de borgerliga frågorna bildades Marums landskommun. Landskommunen uppgick 1952 i Ardala landskommun som 1971 uppgick i Skara kommun. Församlingen uppgick 1992 i Marum-Gerums församling som 2006 uppgick i Ardala församling.
1 januari 2016 inrättades distriktet Marum-Gerum, med samma omfattning som Marum-Gerums församling hade 1999/2000 och fick 1992, och vari detta sockenområde ingår.
Socknen har tillhört län, fögderier, tingslag och domsagor enligt vad som beskrivs i artikeln Skånings härad. De indelta soldaterna tillhörde Skaraborgs regemente, Skånings kompani och Västgöta regemente, Liv- och Laske kompanier.

## Geografi
Marums socken ligger sydväst om Skara kring Flian. Socknen är en skogsbygd och med odlad slättbygd i väster.

## Fornlämningar
En boplats från stenåldern och en skålgropssten har påträffats.

## Namnet
Namnet skrevs 1257 Marhem och kommer från kyrkbyn. Efterleden är hem, 'boplats; gård'. Förleden är flertydig och kan innehålla mar, 'häst'.